# Labiostrombus epidromis
Labiostrombus epidromis là một loài ốc biển, là động vật thân mềm chân bụng sống ở biển trong họ Strombidae, họ ốc nhảy.